# Alouette hausse-col
Eremophila alpestris
Espèce
Statut de conservation UICN

 LC  : Préoccupation mineure
L'Alouette hausse-col (Eremophila alpestris) est une espèce d'oiseaux. Comme toutes les alouettes elle appartient à la famille des Alaudidae.

## Morphologie
Cet oiseau de 16-19 cm de long est brun sur le dessus du corps. La face et la gorge sont d'un jaune un peu délavé et portent des marques noires : une petite bavette sur la gorge, des marques en forme de moustache qui partent du bec et passent sous l'œil et une ligne fine de plumes un peu saillantes située entre le jaune de la face et le brun de la calotte. Les yeux sont noirs, les pattes et le bec gris fer. La queue et les ailes comportent des plumes noires à très fine marge blanche. Les juvéniles ne possèdent pas de marques noires sur la face et ont le dos constellé de taches argentées. Le dessous du corps est gris-beige très clair.

## Comportement

### Locomotion
Au sol, cet oiseau préfère courir ou marcher plutôt que sautiller.

### Alimentation
Il se nourrit de graines et d'insectes collectés sur le sol.

### Relations sociales
La voix de cet oiseau est aigüe et ténue. Les cris sont des tsii ou des tsi-tsi discrets. Le chant reprend le même motif en un trille ascendant. Le mâle chante souvent au sommet d'un monticule de terre, ou au cours d'un vol cerclant au-dessus de son territoire.
En hiver, les individus se réunissent en groupe.
Les alouettes hausse-col forment de grandes nuées nomades, se mélangeant avec d’autres espèces.

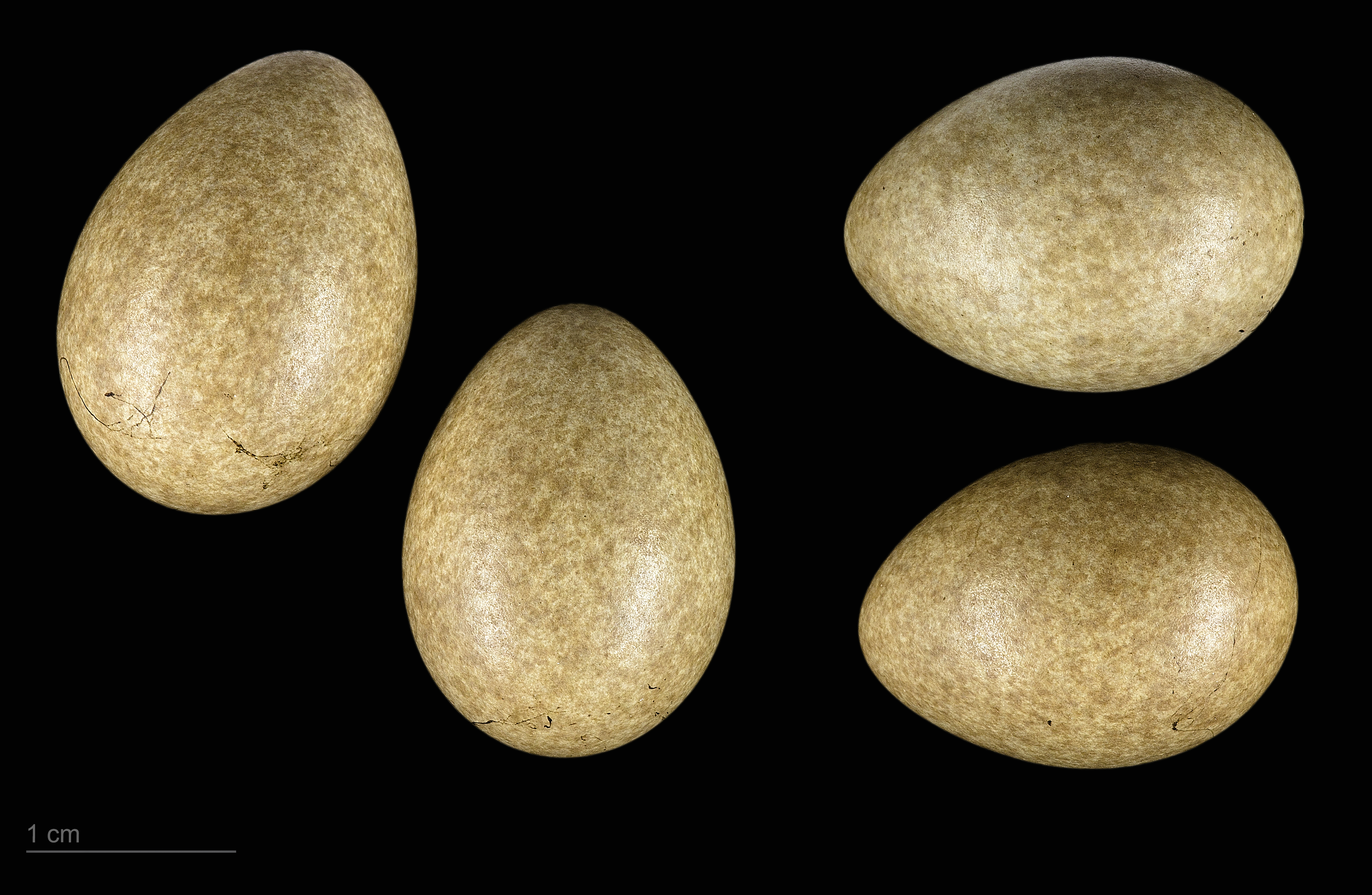
Eremophila alpestris flava - (MHNT)

## Répartition et habitat

Alouette hausse-col, Ystad 2009.

L'Alouette hausse-col vit dans les zones de végétation basse, voire rase, telles que la toundra, les prairies alpines ou les zones désertiques. En hiver, elle fréquente surtout les littoraux sableux ou graveleux.
Son aire de répartition est vaste et couvre une bonne partie des continents de l'hémisphère Nord.
Cet oiseau est migrateur ; il va passer la saison hivernale dans le sud de son aire de répartition. Il est fidèle à son lieu de naissance, où il reviendra après chaque migration (philopatrie).

## Protection
L'Alouette hausse-col bénéficie d'une protection totale sur le territoire français depuis l'arrêté ministériel du 17 avril 1981 relatif aux oiseaux protégés sur l'ensemble du territoire. Il est donc interdit de la détruire, la mutiler, la capturer ou l'enlever, de la perturber intentionnellement ou de la naturaliser, ainsi que de détruire ou enlever les œufs et les nids, et de détruire, altérer ou dégrader son milieu. Qu'elle soit vivante ou morte, il est aussi interdit de la transporter, colporter, de l'utiliser, de la détenir, de la vendre ou de l'acheter.

## Systématique

### Étymologie
Son nom vernaculaire vient du hausse-col, pièce d’armure servant à protéger la base du cou.

### Sous-espèces
D'après la classification de référence (version 12.2, 2022) du Congrès ornithologique international (ordre phylogénique) :
- Eremophila alpestris arcticola (Oberholser, 1902) — du nord de l'Alaska jusqu'à la Colombie-Britannique (ouest du Canada) ;
- Eremophila alpestris hoyti (Bishop, 1896) — nord du Canada ;
- Eremophila alpestris alpestris (Linnaeus, 1758) — est du Canada ;
- Eremophila alpestris merrilli (Dwight, 1890) — côte ouest du Canada et États-Unis ;
- Eremophila alpestris strigata (Henshaw, 1884) — de la côte sud de la Colombie-Britannique (ouest du Canada) jusqu'à la côte de l'Oregon (ouest des États-Unis) ;
- Eremophila alpestris alpina (Jewett, 1943) — montagnes de l'ouest de Washington (nord-ouest des États-Unis) ;
- Eremophila alpestris lamprochroma (Oberholser, 1932) — montagnes intérieures de l'ouest des États-Unis ;
- Eremophila alpestris leucolaema Coues, 1874 — sud de l'Alberta (sud-ouest du Canada) par le centre-nord et le centre des États-Unis ;
- Eremophila alpestris enthymia (Oberholser, 1902) — du centre-sud du Canada jusque l'Oklahoma et le Texas (centre des États-Unis) ;
- Eremophila alpestris praticola (Henshaw, 1884) — sud-est du Canada et nord-est, centre-est des États-Unis;
- Eremophila alpestris sierrae (Oberholser, 1920) — montagnes du nord-est de la Californie (ouest des États-Unis) ;
- Eremophila alpestris rubea (Henshaw, 1884) — centre de la Californie (ouest des États-Unis) ;
- Eremophila alpestris utahensis (Behle, 1938) — montagnes du centre-ouest des États-Unis ;
- Eremophila alpestris insularis (Dwight, 1890) — îles au large du sud de la Californie (ouest des États-Unis)
- Eremophila alpestris actia (Oberholser, 1902) — montagnes côtières du sud de la Californie (ouest des États-Unis) et nord de la Basse-Californie (nord-ouest du Mexique) ;
- Eremophila alpestris ammophila (Oberholser, 1902) — déserts du sud-est de la Californie et sud-ouest du Nevada (sud-ouest des États-Unis) ;
- Eremophila alpestris leucansiptila (Oberholser, 1902) — déserts du sud du Nevada, ouest de l'Arizona (sud-ouest des États-Unis) et nord-ouest du Mexique ;
- Eremophila alpestris occidentalis (McCall, 1851) — du nord de l'Arizona jusqu'au centre du Nouveau-Mexique (sud-ouest des États-Unis) ;
- Eremophila alpestris adusta (Dwight, 1890) — sud de l'Arizona et sud du Nouveau-Mexique (sud-ouest des États-Unis); centre-nord du Mexique? ;
- Eremophila alpestris enertera (Oberholser, 1907) — centre de la Basse-Californie (nord-est du Mexique) ;
- Eremophila alpestris giraudi (Henshaw, 1884) — côtes du centre-sud des États-Unis et nord-est du Mexique ;
- Eremophila alpestris aphrasta (Oberholser, 1902) — Chihuahua et Durango (nord-ouest du Mexique) ;
- Eremophila alpestris lactea Phillips, AR, 1970 — Coahuila (centre-nord du Mexique) ;
- Eremophila alpestris diaphora (Oberholser, 1902) — du sud du Coahuila jusqu'au nord-est de Puebla (centre-nord, est du Mexique) ;
- Eremophila alpestris chrysolaema (Wagler, 1831) — du centre-ouest jusqu'au centre-est du Mexique ;
- Eremophila alpestris oaxacae (Nelson, 1897) — sud du Mexique ;
- Eremophila alpestris peregrina (Sclater, PL, 1855) — Colombie ;
- Eremophila alpestris flava (Gmelin, JF, 1789) — nord de l'Europe et de l'Asie ;
- Eremophila alpestris brandti (Dresser, 1874) — du sud-est de la Russie européenne jusqu'à l'ouest de la Mongolie et nord de la Chine ;
- Eremophila alpestris atlas (Whitaker, 1898) — Maroc ;
- Eremophila alpestris balcanica (Reichenow, 1895) — sud des Balkans et Grèce ;
- Eremophila alpestris kumerloevei (Roselaar, 1995) — ouest et centre de l'Anatolie ;
- Eremophila alpestris penicillata (Gould, 1838) — est de la Turquie et du Caucase jusqu'à l'Iran ;
- Eremophila alpestris bicornis (Brehm, CL, 1842) — du Liban jusqu'à la frontière Israélo-Syrienne ;
- Eremophila alpestris albigula (Bonaparte, 1850) — du nord-est de l'Iran et Turkménistan jusqu'au nord-ouest du Pakistan ;
- Eremophila alpestris argalea (Oberholser, 1902) — extrême ouest de la Chine ;
- Eremophila alpestris teleschowi (Przevalski, 1887) — ouest et centre-ouest de la Chine ;
- Eremophila alpestris przewalskii (Bianchi, 1904) — nord du Qinghai (centre-ouest de la Chine) ;
- Eremophila alpestris nigrifrons (Przevalski, 1876) — nord-est du Qinghai (centre-ouest de la Chine) ;
- Eremophila alpestris longirostris (Moore, F, 1856) — nord-est du Pakistan et ouest de l'Himalaya ;
- Eremophila alpestris elwesi (Blanford, 1872) — sud et est du plateau tibétain ;
- Eremophila alpestris khamensis (Bianchi, 1904) — sud-ouest et centre-sud de la Chine.